# Día del Blusa

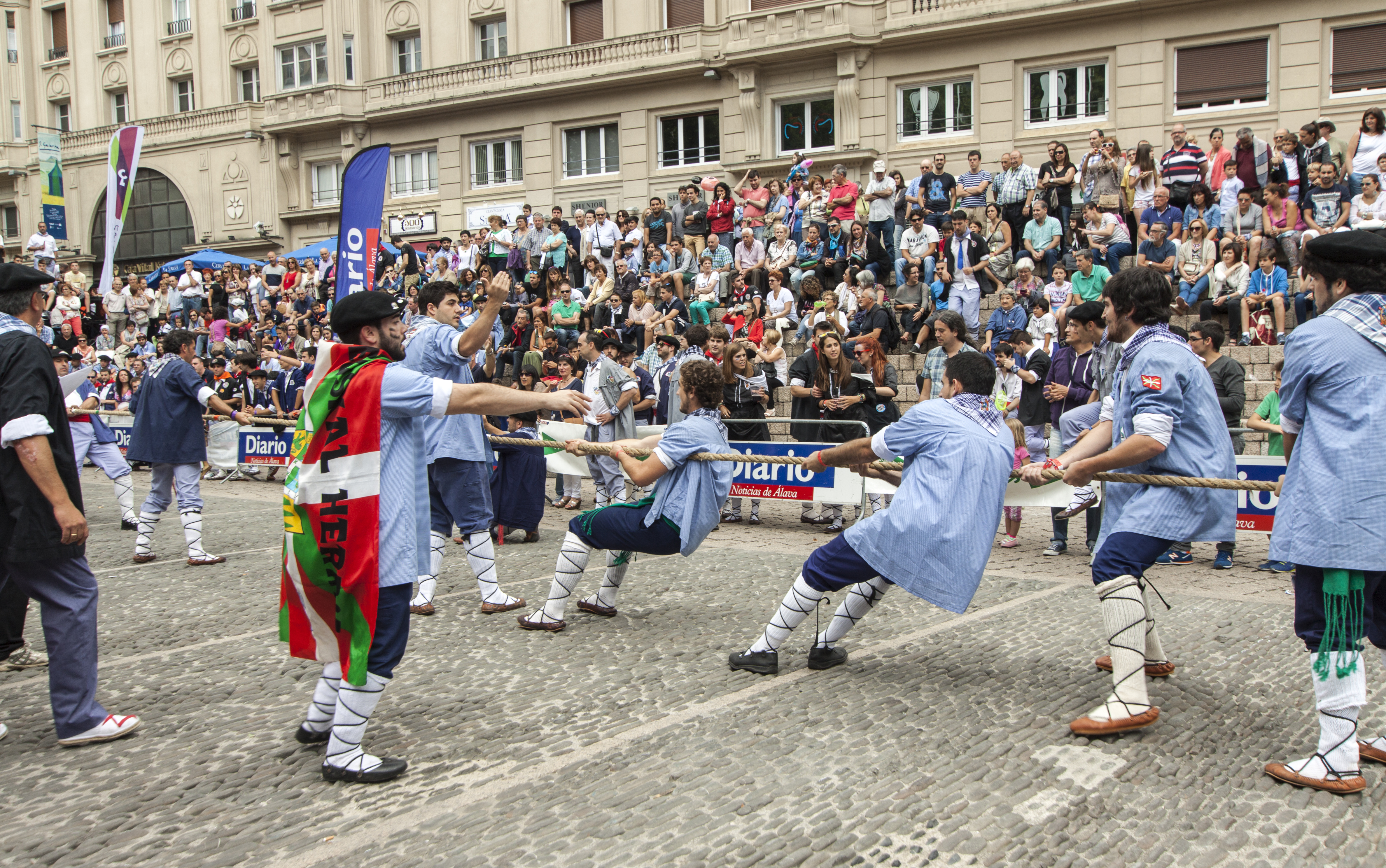
Día del Blusa

El Día del Blusa es una festividad de la ciudad vasca de Vitoria (Álava) España que se celebra cada 25 de julio. Los protagonistas de esta celebración son los Blusas como se llama a los miembros de las cuadrillas de mozos de la ciudad. 
Ese día, las cuadrillas (formadas por unos dos mil blusas ataviados con el traje tradicional) inician el día participando en un homenaje en recuerdo de los antecesores fallecidos en el cementerio de Vitoria. 
Acto seguido, a las diez y media comienzan los actos lúdicos con la carrera de burros, uno de los festejos más populares de este día, en el que los mozos deberán poner a prueba sus habilidades a lomos de un asno en un circuito cerrado en la renovada Plaza de la Virgen Blanca. 
Además, miles de vitorianos cumplirán con la tradición de comprar ristras de ajos en el mercado que se instalará en las calles Portal del Rey y Cuesta de San Francisco, que lucirán al hombro durante la mañana. 
La oferta festiva se completará con la Feria Agrícola y Ganadera de Santiago, en el campus universitario, en el que se expondrán 217 selectas cabezas de ganado y se celebrará una feria de compraventa. Allí se repartirán tres mil raciones de vaca terreña, para saciar el hambre de los miles de personas que suelen acudir. 
Un concierto de la banda municipal en el quiosco de la Florida y deporte rural en la plaza de los Fueros completan el cartel de la mañana. 
Ya por la tarde los blusas realizan lo que tradicionalmente se llama paseíllo a los toros, en el cual conjuntamente con una txaranga o con los grupos de txistus amenizan el centro Gasteiztarra. además de esto pasaran lo que resta de día y la noche animando las calles.
Todo ello servirá para calentar motores de cara a la cada vez más cercana bajada de Celedón que da inicio de las fiestas de la Virgen Blanca, el 4 de agosto. 
Además del Día del Blusa, Los blusas también tienen un papel destacado en las fiestas de La Blanca, las fiestas grandes de Vitoria que se celebran anualmente del 4 al 9 de agosto.